# Centre universitaire de Tipaza
 (janvier 2022).
La mise en forme du texte ne suit pas les recommandations de Wikipédia : il faut le « wikifier ».
Les points d'amélioration suivants sont les cas les plus fréquents. Le détail des points à revoir est peut-être précisé sur la page de discussion.
- Les titres sont pré-formatés par le logiciel. Ils ne sont ni en capitales, ni en gras.
- Le texte ne doit pas être écrit en capitales (les noms de famille non plus), ni en gras, ni en italique, ni en « petit »…
- Le gras n'est utilisé que pour surligner le titre de l'article dans l'introduction, une seule fois.
- L'italique est rarement utilisé : mots en langue étrangère, titres d'œuvres, noms de bateaux, etc.
- Les citations ne sont pas en italique mais en corps de texte normal. Elles sont entourées par des guillemets français : « et ».
- Les listes à puces sont à éviter, des paragraphes rédigés étant largement préférés. Les tableaux sont à réserver à la présentation de données structurées (résultats, etc.).
- Les appels de note de bas de page (petits chiffres en exposant, introduits par l'outil «  Source ») sont à placer entre la fin de phrase et le point final[comme ça].
- Les liens internes (vers d'autres articles de Wikipédia) sont à choisir avec parcimonie. Créez des liens vers des articles approfondissant le sujet. Les termes génériques sans rapport avec le sujet sont à éviter, ainsi que les répétitions de liens vers un même terme.
- Les liens externes sont à placer uniquement dans une section « Liens externes », à la fin de l'article. Ces liens sont à choisir avec parcimonie suivant les règles définies. Si un lien sert de source à l'article, son insertion dans le texte est à faire par les notes de bas de page.
- La présentation des références doit suivre les conventions bibliographiques. Il est recommandé d'utiliser les modèles {{Ouvrage}}, {{Chapitre}}, {{Article}}, {{Lien web}} et/ou {{Bibliographie}}. Le mode d'édition visuel peut mettre en forme automatiquement les références.
- Insérer une infobox (cadre d'informations à droite) n'est pas obligatoire pour parachever la mise en page.

Pour une aide détaillée, merci de consulter Aide:Wikification.
Si vous pensez que ces points ont été résolus, vous pouvez retirer ce bandeau et améliorer la mise en forme d'un autre article.
Le centre universitaire de Tipaza ou le centre universitaire Morsli Abdellah, est une université publique algérienne qui se situe à Tipaza, dans le nord du pays. Créée conformément au décret exécutif no 11-207 du 22 août 2011 portant création du centre universitaire de Tipaza. Elle porte le nom de Morsli Abdellah, qui est né en 1930 et décédé en 2000, est un homme politique algérien.
Elle est classée par le U.S. News & World Report au 126e rang du classement régional 2016 des universités arabes.

## Histoire et structuration de l'université
Créé le 22 août 2011 (décret no 11-78), le Centre Universitaire de Tipaza a ouvert ses portes aux étudiants 8 mois plus tard, le 25 avril 2012, où le nombre des étudiants inscrits s'élevait à 199, pour un effectif enseignant de 18 dont 5 étrangers.

### Instituts
En 2016, l'université est composée des instituts suivants :
- l'institut du Droit et des Sciences Politiques ;
- l'institut des Sciences Sociales et Humaines ;
- l'institut des Sciences Économiques et Commerciales et des Sciences de Gestion ;
- l'institut des Sciences (Sciences et Technologie (ST), Sciences de la Nature et de la Vie (SNV)) ;
- l'institut de la Langue et de Littérature Arabe.

### Organisation
Après la suite de la construction du centre universitaire de Tipaza, cet établissement a hérité de l'ensemble des facultés à caractères scientifiques et été restructurée comme suit :
- Faculté des sciences et de technologie:

1-Département d'Électronique
2-Département de Génie Mécanique
3-Département de Génie Civil
4-Département de Génie des Procédés
5-Département Tronc commun ST
- Faculté des Sciences de la Nature et de la Vie:

1-Département de Biologie
2-Département de Biotechnologie
3-Département de la zoologie
4-Département d'Agronomie
5-Département de biologie BPO
6-Département de Tronc Commun SNV